# Sender Kuk
Der Sender Kuk ist eine Sendeanlage für Hörfunk und Fernsehen auf dem 1250 Meter hohen slowenischen Berg Kuk, der direkt an der Grenze zu Italien liegt. Der Sender versorgt primär Teile der italienischen Landschaft Friaul. Als Antennenträger kommt ein freistehender Stahlfachwerkturm zum Einsatz.

## Frequenzen und Programme

### Analoger Hörfunk (UKW)
| Frequenz (MHz) | Programm       | RDS PS   | RDS PI | Regionalisierung | ERP (kW) | Antennendiagramm rund (ND)/gerichtet (D) | Polarisation horizontal (H)/vertikal (V) |
| -------------- | -------------- | -------- | ------ | ---------------- | -------- | ---------------------------------------- | ---------------------------------------- |
| 87,8           | VAL 202        | VAL_202_ | 9202   | –                | 5        | D (120–160°)                             | H/V                                      |
| 90,8           | Slovenija 1    | __PRVI__ | 9201   | –                | 5        | D (120–160°)                             | H/V                                      |
| 96,4           | ARS            | __ARS___ | 9203   | –                | 5        | D (120–160°)                             | H/V                                      |
| 100,6          | Radio Koper    | RADIO_KP | 9421   | –                | 5        | D (120–190°)                             | H/V                                      |
| 105,9          | Radio Ognjišče | OGNJISCE | 932F   | –                | 1        | ?                                        | V                                        |

### Digitales Fernsehen (DVB-T)
DVB-T wird im Gleichwellenbetrieb (SFN) mit anderen Senderstandorten ausgestrahlt:
| Kanal | Frequenz (in MHz) | Multiplex          | Programme im Multiplex | ERP (in kW) | Antennen- diagramm rund (ND) / gerichtet (D) | Polarisation horizontal (H) / vertikal (V) |
| ----- | ----------------- | ------------------ | --- | ----------- | -------------------------------------------- | ------------------------------------------ |
| 27    | 522               | MUX-A/Zahod (West) | - TV SLO 1 HD - TV SLO 2 HD - TV SLO 3 HD - TV Koper - TV Maribor                                                                                        | 0,5         | D                                            | V                                          |
| 22    | 482               | MUX-C              | - TV Veseljak - Nova24TV - Fox Life - Fox Crime - Fox Movies - National Geographic - Viasat History - Pop TV - Kanal A - Brio - Kino - Oto - Obvestilo C | 5           | D                                            | V                                          |

### Digitaler Hörfunk (DAB+)
| Block | Multiplex | Programme | ERP (in kW) | Antennendiagramm rund (ND), gerichtet (D) |
| ----- | --------- | --- | ----------- | ----------------------------------------- |
| 10D   | R1        | - Radio Slovenija 1 – Prvi - Radio Slovenija 2 – VAL202 - Radio Slovenija 3 – ARS - Radio Slovenia International - Radio Ognjišče - Radio Center - Radio 1 - Radio 1 80-a - Rock Radio - Radio Veseljak - Net FM - Radio Študent - Radio City - Radio Ekspres - Radio Aktual - Radio Salomon | 5           | V                                         |

| Block | Multiplex | Programme | ERP (in kW) | Antennendiagramm rund (ND), gerichtet (D) |
| ----- | --------- | --- | ----------- | ----------------------------------------- |
| 12B   | R2 E      | - Radio Koper - Radio Capodistria - Radio 94 - Radio Sora - Primorski val - Radio Robin - Radio Triglav - Best FM - Radio Capris - Radio Antena - Radio BOB - Radio Kranj | 2           | V                                         |

### Analoges Fernsehen (PAL)
Bis zur Umstellung auf DVB-T im Jahr 2010 diente der Senderstandort weiterhin für analoges Fernsehen:
| Kanal | Frequenz (MHz) | Programm | ERP (kW) | Sendediagramm rund (ND)/ gerichtet (D) | Polarisation horizontal (H)/ vertikal (V) |
| ----- | -------------- | -------- | -------- | -------------------------------------- | ----------------------------------------- |
| 26    | 511,25         | TV SLO 2 | 1        | D (90–340°)                            | V                                         |
| 40    | 623,25         | TV SLO 1 | 1        | D (90–340°)                            | V                                         |
| 53    | 727,25         | TV Koper | 1        | D (90–340°)                            | V                                         |